# Jesús Díez de Palma
Jesús Díez de Palma (Madrid, 2 de junio de 1962) es un escritor español.

## Biografía
Licenciado en Historia del arte, ha sido profesor y educador ambiental, actividades que ha compaginado con la escritura. En 2002 vio la luz su primera novela juvenil con la editorial SM, El maletín de arqueólogo; en 2004, en esta ocasión con la editorial Vicens Vives, publicó La casa del indiano, ambientada en Asturias, donde un viejo indiano guarda en el sótano sus tesoros; la tercera novela, y con la que consiguió reconocimiento nacional fue El festín de la muerte, ambientada en la Segunda Guerra Mundial y editada por SM, con la que ganó el Premio Gran Angular de literatura juvenil de 2012, dotado con 50 000 euros. Sobre ella el jurado señaló que era «una obra de altísima calidad literaria que ofrece una visión conmovedora y ecuánime de la guerra». Jesús Díez es también autor de algunos libros de divulgación sobre Madrid: Bares, tascas y tabernas de Madrid (La Librería, 1999) y Descubriendo el Retiro, un recorrido por el conocido parque madrileño donde trabaja (La Librería, 2008).